# Serruria dodii
Serruria dodii är en tvåhjärtbladig växtart som beskrevs av Phillips & Hutchinson. Serruria dodii ingår i släktet Serruria och familjen Proteaceae. Inga underarter finns listade i Catalogue of Life.